# José Ramón Pin Arboledas
José Ramón Pin Arboledas (Madrid, 16 de setembre de 1944) és un economista espanyol, germà de Margarita Pin Arboledas.

## Biografia
Es llicencià en econòmiques i enginyeria agrònoma per la Universitat de València, Màster en Economia i direcció d'empreses per l'IESE de la Universitat de Navarra. Membre de l'Assemblea d'Estudiants a la Universitat de València. Cap del Servei d'Estudis del Banco de Promoción de Negocios. Ha estat professor d'Anàlisis Quantitatives del C.E.P.D.E. de Tarragona i del Seminari de Finançament d'empreses en el Col·legi d'Economistes de València en el curs 1974-1975.
El 1975 fou un dels fundadors del Partit Popular Regional Valencià, federat al Partido Popular, que el 1977 es va integrar en la UCD. A les eleccions generals espanyoles de 1977 i 1979 fou elegit diputat per la província de València. Fou president de la Comissió de Suplicatoris del Congrés dels Diputats (1980-81) i vicepresident de la d'Agricultura (1982).
Quan es va enfonsar la UCD després de les eleccions generals espanyoles de 1982, va ingressar al Partit Demòcrata Popular, amb el que el 1989 es va integrar en el Partit Popular. Fou elegit diputat a les eleccions a l'Assemblea de Madrid de 1983 i a les eleccions municipals espanyoles de 1995 fou escollit regidor de l'ajuntament de Madrid, sent regidor responsable de personal i règim interior fins a 1997. Actualment és professor de direcció de persones a l'organització de l'IESE Business School.

## Obres
- Las debilidades de la economía española: corrupción, inflación y paro. Barcelona: Ediciones Internacionales Universitarias, D.L. 1995. ISBN 84-87155-34-0
- Procesos de cambio en la policía en diferentes países (2001) amb Esperanza Suárez Ruz. Madrid: Fundación de la Policía Española, 2001. ISBN 84-699-4428-2
- Libro blanco sobre las mejores prácticas para la integración del trabajador inmigrante en las empresas españolas. En col·laboració amb Luis López i Angela Gallifa de Irujo. Barcelona: IESE, 2004. ISBN 84-86851-59-9
- Tsunamis Políticos: consejos y reflexiones para directivos y empresarios en su relación con la política. Pearson Educación. 2010. Madrid
- Consistencia: la estrategia de la empresa es la estrategia sobre sus personas. Madrid: FT Prentice Hall, 2006. ISBN 84-8322-349-X
- ¡Págueme como yo quiero!: el uso inteligente de la retribución flexible para directivos. En col·laboració amb Carlos Delgado Planás i Esperanza Suárez Ruz. McGraw-Hill Interamericana de España, 2000. ISBN 84-481-2799-4
- Cómo complementar la pensión de jubilación a través de la empresa: la previsión empresarial en España. En col·laboració amb Carlos Delgado Planás. McGraw-Hill Interamericana de España, 1999. ISBN 84-481-2556-8
- Desafíos en las carreras directivas. En col·laboració amb María Nuria Chinchilla Albiol i J. L. Alvarez. Folio, 1997. ISBN 84-413-0620-6